# Ophiocten megaloplax
Ophiocten megaloplax is een slangster uit de familie Ophiuridae.
De wetenschappelijke naam van de soort werd in 1900 gepubliceerd door René Koehler.